# Reputantibus
Reputantibus, en español, "Considerando", es la septuagésimo novena encíclica del papa León XIII, de fecha 20 de agosto de 1901, dirigida a los obispos de Bohemia y Moravia, sobre la cuestión lingüística que se presenta en esas regiones.

## Contexto histórico
La integración de Bohemia y Moravia en el Imperio austrohúngaro estuvo desde su inicio (1867) envuelta en tensiones que los Artículos de 1871, que dieron una mayor autonomía a esta parte del imperio, no llegaron a satisfacer a los nacionalistas checos. De hecho, se suponía que las modificaciones que contenían esos artículos deberían ser ratificadas por una Dieta conjunta de las tres coronas checas, pero la Dieta de Moravia estuvo de acuerdo solo de forma condicional, y la Dieta de Silesia rechazó rotundamente cualquier medida que implicara su pérdida de autoridad ante una Dieta general.
El gobierno imperial presidido por el conde Badeni (1895-1897) debió centrarse en un intento para pacificar a los checos; en Bohemia proclamó la igualdad de las lenguas alemana y checa, pero la oposición de los pangermanistas a esta ley, provocó la caída de Badeni. Estos hechos pusieron en un primer plano la cuestión lingüística, con repercusiones en la vida religiosa, circunstancia que motivaron esta encíclica.

## Contenido de la encíclica
Reputantibus saepe animo quae sit conditio ecclesiarum vestrarum,  occurrunt Nobis, quod nunc fere ubique, plena omnia metus, plena curaru mm
Considerandos a menudo sobre la condición de vuestras Iglesias, nos parece que, en este momento, en casi todas partes todo está lleno de miedo y de preocupación.

El papa piensa que esta situación, que se da en todas partes, es especialmente grave en la iglesia en esas regiones, especialmente en Bohemia, pues a los enemigos externos, se añaden también discordias internas que se producen por el uso de una y otra lengua.
Consideramos prudente -dice el papa- no tratar de resolver esa controversia, pues no se puede reprochar que cada uno desee conservar la lengua heredada de sus antepasados, siempre que esa opción se mantenga dentro de unos límites definidos. Pero en su aplicación, tal como sucede en otros derechos privados, debe tenerse en cuenta que ha de hacerse de modo que, con ello, no sufra el bien común de la nación..

Es, por tanto, tarea de los responsables del Estado preservar intactos los derechos de los individuos, de tal manera que se asegure y permita florecer el bien común de la nación.

El  papa considera que, por lo que respecta a esta cuestión, su deber es cuidar que la religión no sea puesta en peligro por controversias de esta naturaleza, y exhortar a todos los fieles para que, con independencia de que sean de diversas regiones y lenguas, mantengan entre ellos la fraternidad que nace de la comunión de fe y sacramentos.

En efecto, los bautizados en Cristo tienen un solo Señor y una sola fe; son un solo cuerpo y un solo espíritu, en cuanto llamados a una misma esperanza. Sería verdaderamente vergonzoso que quienes están unidos por tantos santos lazos y buscan la misma ciudad celestial se separasen por razones terrenas, rivalizando entre sí, como dice el Apóstol, y odiándose unos a otros.

En esta materia el papa pide a los sacerdotes que den ejemplo a los demás, que eviten mezclarse en estas disensiones y si ejercen el ministerio en lugares habitados por persona de distintas razas o lenguas, que eviten cualquier apariencia de preferencia, de modo que los fieles comprueben que solo se ocupan del bien eterno de las almas, Esta actitud debe transmitirse ya en los seminarios, de modo que los futuros sacerdotes aprendan a amarse entre sí, con independencia de cual sea su lengua materna. De este modo, en su atención a los fieles que le sean confiados, podrán usar las palabras del Apóstol: "Sed imitadores míos, como yo lo soy de Cristo", exhortándolos para que en la conservación y reivindicación de los derechos propios de cada raza, no excedan los límites que respetan los derechos de los demás.
Considera el papa que

según las circunstancias de vuestras diversas regiones, ésta debe ser la principal tarea de los sacerdotes, exhortar a los fieles, en todo tiempo, con ocasión y sin ella, a que se amen unos a otros; deben advertirles constantemente que no es digno del nombre de cristiano quien no cumple en espíritu y acción el mandamiento nuevo dado por Cristo de que nos amemos unos a otros como Él nos ha amado.

Concluye la encíclica pidiendo a Dios que conceda que todos estar unidos, evitando humildemente toda contienda; así les concede la bendición apostólica con el deseo de que ella sea muestra de esa unidad.